# شارل لئا
شارل لئا (انگلیسی: Charles Léa؛ زادهٔ ۱۶ ژانویهٔ ۱۹۵۱) بازیکن فوتبال اهل کامرون بود.
از باشگاه‌هایی که در آن بازی کرده است می‌توان به باشگاه فوتبال کان، باشگاه فوتبال رن، باشگاه ورزشی کووییی-روئن متروپل، و باشگاه فوتبال تولوز اشاره کرد.
وی همچنین در تیم ملی فوتبال کامرون بازی کرده است.